# فرودگاه بین‌المللی گرنویل-اسپارتانبورگ
فرودگاه بین‌المللی گرنویل-اسپارتانبورگ (به انگلیسی: Greenville-Spartanburg International Airport) (به زبان بومی: Roger Milliken Field) یک فرودگاه همگانی بهره‌برداری هوایی با کد یاتا GSP است که یک باند فرود آسفالت و بتن دارد و طول باند آن ۳۳۵۳ متر است. این فرودگاه در کشور ایالات متحده آمریکا قرار دارد و در ارتفاع ۲۹۴ متری از سطح دریا واقع شده‌است.

## شرکت‌های هواپیمایی و مقصدهای پروازی
GSP is serviced by five passenger airlines and their regional affiliates.  All service is domestic, though there have been suggestions that international flights could be added.
In July 2016, GSP airport and Senator International of Germany announced that a regularly scheduled twice-weekly freight service would begin in November between Greenville/Spartanburg and Munich, Germany. The freight service would be the first scheduled international route for the airport. Senator International began the international freight service to Germany in November, اجرا توسط Air Atlanta Icelandic with a Boeing 747-400F aircraft, to both Munich and Frankfurt-Hahn.

### مسافری

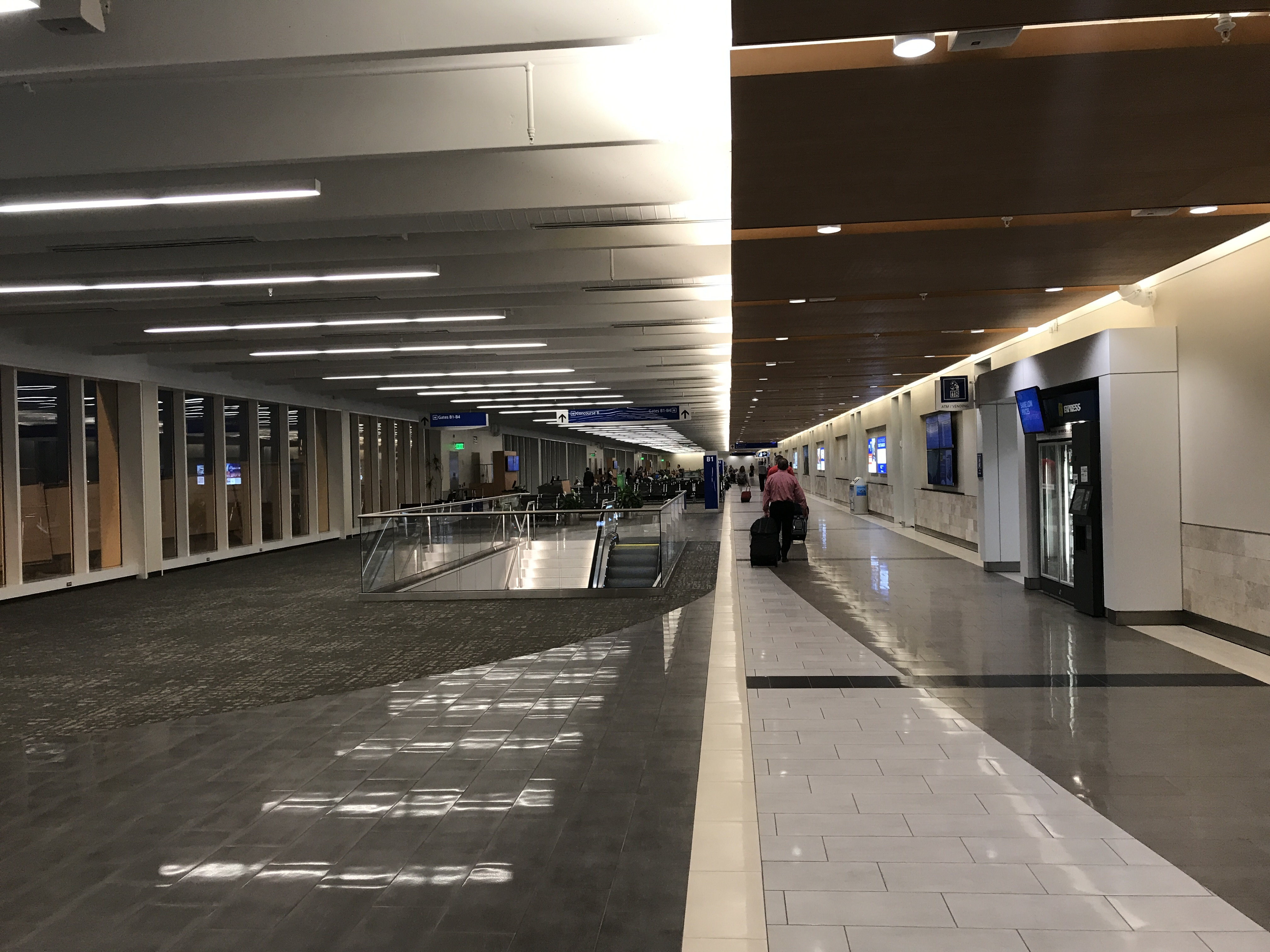
View of Concourse B post renovation

| شرکت‌های هواپیمایی | مقصدهای پروازی                                                                   | Refs   |
| ----------------- | -------------------------------------------------------------------------------- | ------ |
| الیجنت ایر        | فورت لادردیل–هالیوود، اورلندو سنفورد، شهرستان شارلوت، سن پترزبورگ-کلیرواتر       | [ ۸ ]  |
| امریکن ایگل       | شارلوت داگلاس، اوهر شیکاگو، دالاس-فورت ورث، فیلادلفیا، ملی رونالد ریگان واشینگتن | [ ۹ ]  |
| دلتا ایرلاینز     | هارتسفیلد-جکسون آتلانتا فصلی: متروپولیتن شهرستان وین دیترویت                     | [ ۱۰ ] |
| دلتا کانکشن       | هارتسفیلد-جکسون آتلانتا، متروپولیتن شهرستان وین دیترویت، لاگواردیا               | [ ۱۰ ] |
| ساوت‌وست ایرلاینز  | هارتسفیلد-جکسون آتلانتا                                                          | [ ۱۱ ] |
| یونایتد اکسپرس    | اوهر شیکاگو، جرج بوش، لیبرتی نیوآرک، دالس واشینگتن                               | [ ۱۲ ] |

### باری

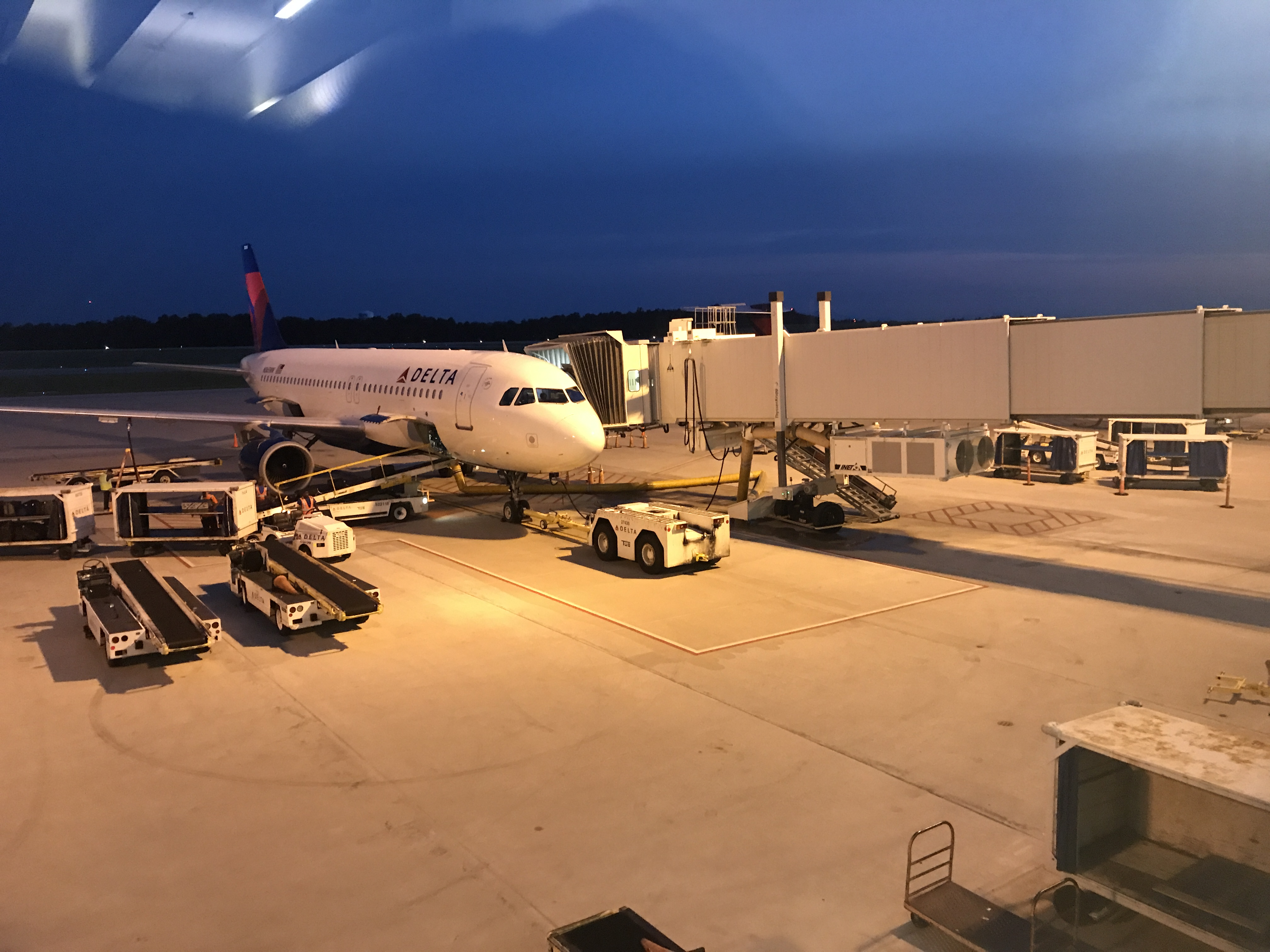
Delta Airlines A320 at Gate B3

| شرکت‌های هواپیمایی                                     | مقصدهای پروازی           |
| ----------------------------------------------------- | ------------------------ |
| فدکس اکسپرس                                           | ایندیاناپلیس، ممفیس      |
| Senator International اجرا توسط Air Atlanta Icelandic | فرانکفورت-هان، مونیخ     |
| یوپی‌اس ایرلاینز                                       | لوئیویل                  |
| یوپی‌اس ایرلاینز اجرا توسط Air Cargo Carriers          | شهرستان کلمبیا           |
| یوپی‌اس ایرلاینز اجرا توسط مارتین‌ایر                   | چارلستون، شهرستان کلمبیا |